# Azid
Azid je anjon sa formulom N3−. On je konjugovana baza hidrazonske kiseline. N3− je linearni anjon koji je izoelektronski sa 2 i . Po teoriji valentne veze, azid se može opisati sa nekoliko rezonantnih struktura, među kojima je važna . Azid je isto tako funkcionalna grupa u organskoj hemiji, RN3. Dominantna oblast primene azida su propelanti u vazdušnim jastucima.

## Primene
Oko 250 tona jedinjenja koja sadrže azide se proizvede godišnje. Glavni proizvod su azidi.

### Detonatori i propelanti
Natrijum azid je propelant u automobilskim vazdušnim jastucima. On se razlaže pri zagrevanju proizvodeći gas azot, što se koristi za brzu ekspanziju vazdušnih jastuka:
Soli teških metala, kao što je olovo azid, , detonatori su senzitivni na šok, koji se razlažu do olova i azota:
Soli srebra i barijuma se koriste na sličan način. Neki organski azidi su potencijalni raketni propelanti, npr. 2-dimetilaminoetilazid.

## Spoljašnje veze
- Архивирано на веб-сајту  (10. октобар 2007)